# Nicolas Sordet
Nicolas Sordet (* 1958 in Genf) ist ein Schweizer Improvisationsmusiker (Piano, Synthesizer) und Komponist elektroakustischer Musik.

## Wirken
Sordet begann früh mit dem Klavierspiel und interessierte sich bald für die Improvisation. Er studierte bis zum Abschluss Sprachwissenschaften. In den 1980er Jahren begann er parallel im ESPACES-Studio in Genf unter der Leitung von Rainer Boesch sich mit Komposition und elektroakustischer Musik zu beschäftigen. Er lernte Programmierung, um Kompositionsmodelle auf verschiedenen Mikrocomputern zu entwickeln. Er programmierte auch Computer und Prozessoren für Boesch (Clavirissima 1988). In Mittel- und Westeuropa sowie Nordamerika spielte er Improvisationskonzerte mit Musikern wie Barre Phillips, Hans Koch oder Tristan Murail. Er komponierte Werke wie Clair Polaire (auf dem Album Swiss Waves, 1995) Graphe Uni (1998) oder Lai contre-fait (1999). Mit Béatrice Graf, Claude Tabarini und Claude Jordan bildete er die Gruppe No Techno Dance, die 2005 bei Unit Records das Album Hand Made vorlegte.
Seit den 1990er Jahren unterrichtet Sordet Elektroakustik am Genfer Konservatorium, wo er als Professur dem Atelier für kreative Experimente vorsteht, und am Jaques-Dalcroze-Institut. Darüber hinaus leitet er einen Computermusikkurs an der musikwissenschaftlichen Abteilung der Universität Genf. Gleichzeitig entwickelt er interaktive Klangerzeugungs- und Verarbeitungsprogramme für elektronische Live-Musik. Sordet ist auch auf Alben von Butch Morris, Maurice Magnoni und Tristan Murail (Treize Couleurs du soleil couchant) zu hören.